# 慧范
慧範（7世纪—713年），唐朝僧人。
長安和尚慧範聚财千萬，和張易之交好，得以出入宫闱，挠乱时政。張易之被杀，有人说他参与密谋，於是封为上庸郡公，太平公主乳母與他私通，擢升为三品御史大夫。御史魏傳弓弹劾他贪贓四十萬，請論死。唐中宗削去銀青之階。大夫薛謙光（薛登）弹劾慧範不法，反為太平公主構陷，出为岐州刺史。先天二年（713年），與尚書左僕射竇懷貞、侍中岑羲、中書令蕭至忠崔湜、太子少保薛稷、雍州長史李晉、右散騎常侍昭文館學士賈膺福、鴻臚卿唐晙、左羽林大将军常元楷、知右羽林将军事李慈、慧範等謀廢唐玄宗，使常元楷、李慈舉羽林兵入武德殿殺唐玄宗，竇懷貞、岑羲、蕭至忠舉兵南衙為應。事情失败，太平公主自杀，慧範牵连处死。

## 資料來源
- 《旧唐书》太平公主传
- 《新唐书》太平公主传